# CDC 6600

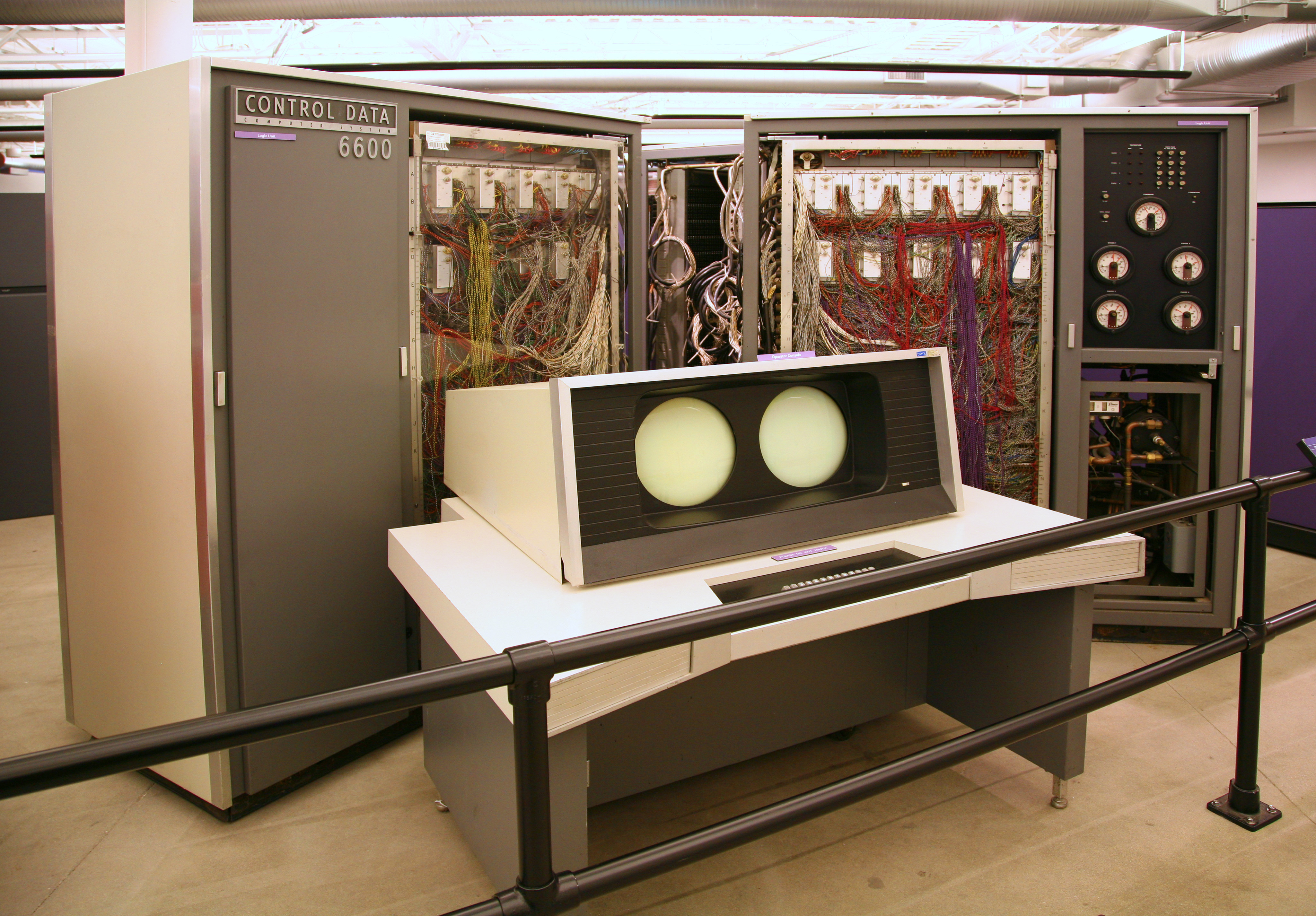
CDC 6600的機櫃與操作台

CDC 6600是美國電腦製造商控制资料公司（Control Data Corporation）所生產的大型计算机，首先于1964年在加州大学伯克利分校的劳伦斯放射实验室投入使用。在当时，CDC 6600主要被用于高能核物理研究，包括一部分在阿尔瓦雷斯气泡室中录摄的核事件分析。CDC 6600起初于一年前被运至位于瑞士日内瓦附近的欧洲核子研究组织，也被用于高能核物理的研究。一般来说CDC 6600被认为是第一个成功的超级计算机，每秒浮点运算次数达1M，超过之前最快的IBM 7030 Stretch约三倍。它从1964年到1969年一直保持世界最快的计算机，直到让渡其继任者CDC 7600。
CDC 6600的系统架构被用在更简单（也更慢）的CDC 6400上，和另外一个拥有两个6400处理器的6500版本上。这些机器都与6600的指令完全兼容，但是因为更简单和顺序化的处理机而运行较慢。这个系列现在被成为CDC 6000系列。CDC 7600起初设计为CDC 6800并且也一样的兼容，但后来为了设计和高性能需要不得不牺牲了兼容性。虽然7600的中央处理器与6600兼容，允许便携式用户代码，但物理处理器却不相同，需要一个不同的操作系统。
在加州芒廷维尤的计算机历史博物馆，就有一台CDC 6600在展出。